# Ogcodes varius
Ogcodes varius är en tvåvingeart som beskrevs av Pierre André Latreille 1811. Ogcodes varius ingår i släktet Ogcodes och familjen kulflugor. Inga underarter finns listade i Catalogue of Life.